# Dichlorure d'hafnocène
Le dichlorure d'hafnocène est un composé organométallique de formule chimique (η5-C5H5)2HfCl2, couramment abrégée Cp2HfCl2, où Cp représente un ligand cyclopentadiényle C5H5. Ce chlorure de métallocène est un complexe à 16 électrons. Il s'agit d'un solide incolore à beige, réactif, qui se décompose rapidement dans l'eau. Il a été produit en 1969 par réaction de tétrachlorure d'hafnium HfCl4 avec du cyclopentadiénure de sodium Na(C5H5) dans un mélange de toluène et de diméthoxyéthane, :
2 Na(C5H5) + HfCl4 ⟶ (η5-C5H5)2HfCl2 + 2 NaCl.
Les cycles cyclopentadiényle du dichlorure d'hafnocène ne sont pas coplanaires, mais s'organisent, avec les deux ligands chlorure, autour de l'atome d'hafnium avec une géométrie tétraédrique déformée.
Le dichlorure d'hafnocène est utilisé dans les catalyseurs de polymérisation, qui ont été décrits en 1980 par Hansjörg Sinn et Walter Kaminsky. Ces catalyseurs, dits catalyseurs de Kaminsky, constitués de mélanges de dihalogénures de métallocènes — type 1 à gauche ci-dessous, avec le dichlorure de zirconocène (η5-C5H5)2ZrCl2 — en présence de méthylaluminoxane (MAO), permettent la polymérisation de mélanges d'éthylène, de propylène ou d'alcènes avec un rendement très élevé.